# Klyvstjärtar
Klyvstjärtar (Enicurus) är ett litet släkte med tättingar som tidigare betraktades som trastar i familjen Turdidae, men som nu förs till familjen flugsnappare (Muscicapidae).
Klyvstjärtar är små till medelstora fåglar med kontrastrik svartvit dräkt och långa klyvna stjärtar. Alla arter lever i olika grad nära rinnande vattendrag i skogsmiljöer i Sydasien och Sydostasien. De flesta häckar i klippskrevor och lägger 2-4 ägg. Klyvstjärtarnas närmaste släktingar är visseltrastarna i Myophonus.

## Arter i släktet
Enligt AviList:
- Mindre klyvstjärt (E. scouleri)
- Vitkronad klyvstjärt (E. leschenaulti)
- Borneoklyvstjärt (E. borneensis)
- Fläckig klyvstjärt (E. maculatus)
- Sundaklyvstjärt (E. velatus)
- Kastanjeklyvstjärt (E. ruficapillus)
- Svartryggig klyvstjärt (E. immaculatus)
- Gråryggig klyvstjärt (E. schistaceus)